# Оклахома (округ Клірфілд, Пенсільванія)
Оклахома (англ. Oklahoma) — переписна місцевість (CDP) в США, в окрузі Клірфілд штату Пенсільванія. Населення — 759 осіб (2020).

## Географія
Оклахома розташована за координатами 41°6′42″ пн. ш. 78°44′0″ зх. д. / 41.11167° пн. ш. 78.73333° зх. д. (41.111640, -78.733205).  За даними Бюро перепису населення США в 2010 році переписна місцевість мала площу 1,98 км², з яких 1,98 км² — суходіл та 0,00 км² — водойми.

## Демографія
Згідно з переписом 2010 року, у переписній місцевості мешкали 782 особи в 333 домогосподарствах у складі 217 родин. Густота населення становила 394 особи/км².  Було 350 помешкань (176/км²).
Расовий склад населення:
| - 95,7 % — білих - 1,2 % — азіатів - 1,0 % — чорних або афроамериканців |

До двох чи більше рас належало 1,9 %. Частка іспаномовних становила 0,6 % від усіх жителів.
За віковим діапазоном населення розподілялося таким чином: 24,8 % — особи молодші 18 років, 56,0 % — особи у віці 18—64 років, 19,2 % — особи у віці 65 років та старші. Медіана віку мешканця становила 40,6 року. На 100 осіб жіночої статі у переписній місцевості припадало 87,1 чоловіків;  на 100 жінок у віці від 18 років та старших — 86,1 чоловіків також старших 18 років.
Середній дохід на одне домашнє господарство  становив 48 620 доларів США (медіана — 43 672), а середній дохід на одну сім'ю — 47 706 доларів (медіана — 43 445). Медіана доходів становила 51 193 долари для чоловіків та 31 146 доларів для жінок. За межею бідності перебувало 26,8 % осіб, у тому числі 46,4 % дітей у віці до 18 років та 5,6 % осіб у віці 65 років та старших.
Цивільне працевлаштоване населення становило 455 осіб. Основні галузі зайнятості: роздрібна торгівля — 35,8 %, освіта, охорона здоров'я та соціальна допомога — 15,2 %, будівництво — 14,3 %.